# ويليام همر
ويليام همر (بالدنماركية: William Hammer)‏ هو رسام دنماركي، ولد في 31 يوليو 1821 في كوبنهاغن في الدنمارك، وتوفي بنفس المكان في 9 مايو 1889.